# Libbie Henrietta Hyman
Pour les articles homonymes, voir Hyman.
Libbie Henrietta Hyman (6 décembre 1888 - 3 août 1969) est une zoologiste américaine, auteur d'un traité sur les invertébrés.

## Sa biographie
Née le 6 décembre 1888 à Des Moines (Iowa) de Sabina Neumann et Joseph Hyman, un juif russo-polonais qui adopta ce nom en immigrant aux États-Unis, Libby Hyman entre à l’école publique de Fort Dodge (Iowa). Elle s’intéresse très vite à la lecture, notamment celle de Charles Dickens. Elle débute, à cette époque, une classification de fleurs, grâce à un exemplaire des Éléments de Botanique de Asa Gray, ainsi qu’une collection de papillons. Elle écrira plus tard que ses motivations étaient alors avant tout esthétiques.
En 1905, elle est la plus jeune diplômée et major de sa promotion, mais ne sachant que faire de son avenir, elle entre dans une usine d’étiquette pour boîte de céréales. En 1906, avec l’aide et le soutien de son professeur d’anglais et d’allemand, elle obtient une bourse d’un an et intègre finalement l'université de Chicago. Elle y poursuit ses études grâce à un emploi étudiant dans l’université. Elle se détourne alors de la botanique à cause d’un assistant de laboratoire et s’essaie à la chimie sans se faire aux procédures quantiques. En 1910, suivant les encouragements de son professeur, Charles Manning Child, elle intègre la spécialité en zoologie et rédige sa thèse. Elle gagne alors sa vie comme assistante de laboratoire dans différents cours de zoologie. En 1915, elle obtient son doctorat en zoologie avec une thèse sur la régénération de certains vers annélides. Elle intègre ensuite le laboratoire de recherches du professeur Child comme assistante et enseigne l’anatomie comparée.
Après la mort de son père en 1907, sa mère était venue vivre à Chicago où elle mourut en 1929. Libby écrit : « Je n’ai jamais reçu aucun encouragement de ma famille dans la poursuite de ma carrière universitaire ; en fait, ma volonté d’aller à l’université fut accueillie par des moqueries. À la maison, réprimandes et reproches étaient mon pain quotidien. »

## Ses publications
À la demande du service de presse de l’Université de Chicago, Libby Hyman rédige Le Manuel pour laboratoire de zoologie élémentaire (1919), qui connait rapidement un grand succès. Elle poursuit avec la publication du Manuel pour laboratoire d’anatomie comparée appliquée aux vertébrés (1922, révisé en 1942) qui connait le même succès. Vers 1925, plus intéressée par les invertébrés, elle entame l’écriture d’un ouvrage de laboratoire sur le sujet, mais se laisse persuader que l’ouvrage devrait être plus approfondi. Ainsi, durant la période où elle enseigne à l’université de Chicago, elle rédige un grand nombre d’articles sur les invertébrés, notamment sur les turbellariés (vers plats) ainsi que sur les espèces de cnidaires nord-américain d'eau douce, du genre Hydra. Elle publie aussi une version complétée de son premier manuel (1929).
En 1931, Libby Hyman considère qu’elle pourrait vivre des droits sur ses publications. Mais, dans la mesure où son mentor, le professeur Child, est sur le point de prendre sa retraite, elle conserve son poste à l’université. Elle voyage 14 mois en Europe avant de revenir à l’écriture de son traité sur les invertébrés. Installée à New York pour poursuivre ses recherches à la bibliothèque du American Museum of Natural History, elle devient, en décembre 1936, chercheuse bénévole du Musée, profitant ainsi d’un bureau à vie dans ses murs. C’est là qu’elle achève les six volumes de son traité : Les Invertébrés. Elle a ainsi, sans assistant, réalisé une impressionnante compilation de notes à partir de livres et revues scientifique, y compris les nombreuses auxquelles elle était abonnée, pour établir une liste exhaustive des espèces d’invertébrés. Elle va même jusqu’à prendre des cours de dessin pour illustrer elle-même son ouvrage.

## Son traité sur les invertébrés
- Volume I : Des Protozoaires aux Ctenophores, publié en 1940 et reconnu comme « une version complète faisant autorité » et « illustrée de façon simple et claire ».
- Volume II : Platyhelminthes et Rhynchocoela, publié en 1951.
- Volume III : Acanthocephala, Aschelminthes, et Entoprocta, publié avec le précédent en 1951.
- Volume IV : Echinodermata, publié en 1955.
- Volume V : Les plus petits groupes de Coelomate, publié en 1959.
- Volume VI : Mollusca I, publié en 1967.

Les problèmes de santé qui marquent la fin de sa vie l’empêcheront de finir son travail. Mais le travail accompli dans ces 6 volumes est considéré comme une référence et un travail étonnamment important pour une seule personne.
Cet ouvrage n'est pas uniquement un recueil d'espèces dans la mesure où Libbie Hyman y développe la théorie selon laquelle la branche des Chordés, incluant les vertébrés, serait évolutionnairement apparentée à la très peu ressemblante et primitive branche des Echinodermata, comme l'étoile de mer, connus sous le nom de Deuterostomia. Elle a fondé son raisonnement sur des données morphologiques de l'embryologie classique et il a été depuis confirmé par une analyse séquentielle des molécules.

## Ses autres activités
Entre 1959 et 1963, Libbie Hyman travaille comme rédactrice en chef du périodique scientifique Systematic Zoology. Elle est admise en 1961 à l'Académie nationale des sciences américaine de qui elle avait reçu la Daniel Giraud Elliot Medal en 1951. Elle reçoit aussi, en 1960, la médaille d'or de la Société linnéenne de Londres et, en 1969, celle du Musée national d'histoire naturelle américain.
Elle est décrite par ses quelques amis proches comme une femme indépendante, franche, chaleureuse et généreuse. Libbie Hyman ne se marie pas et meurt à New York le 3 août 1969.

## Héritage naturaliste

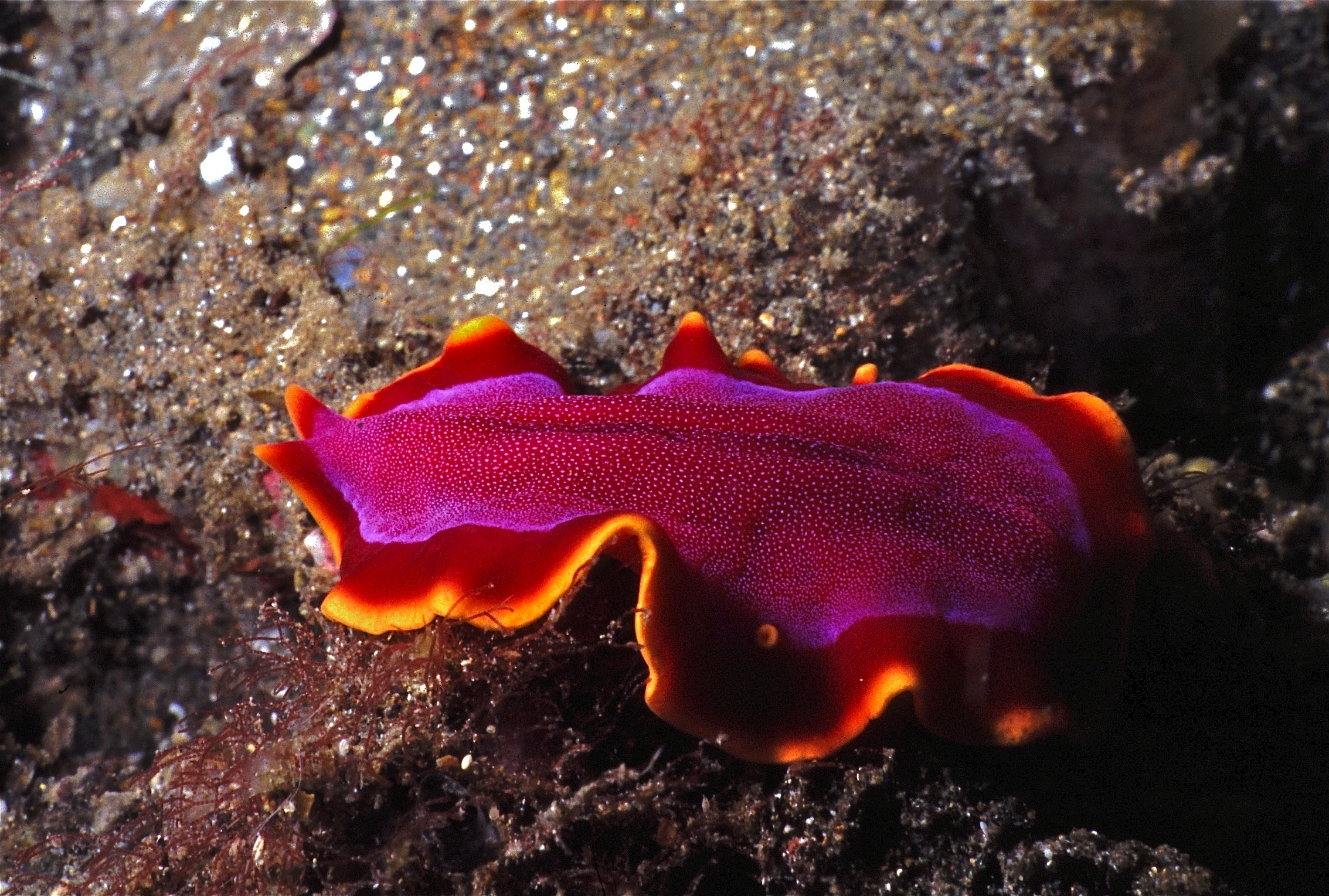
Pseudoceros ferrugineus (Hyman, 1959)

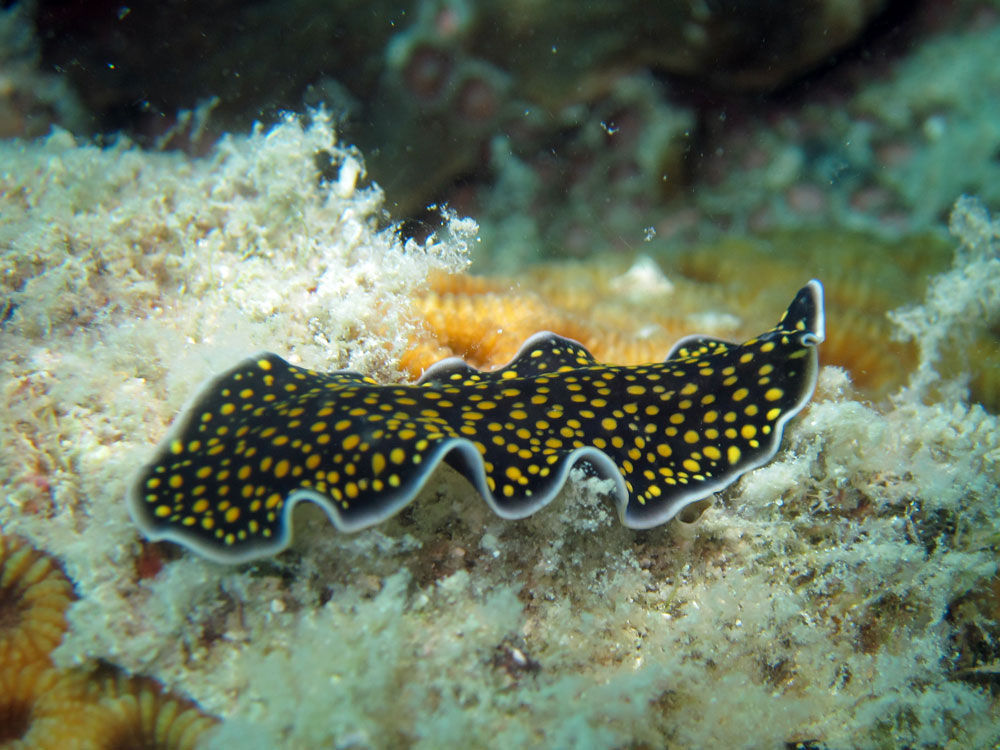
Thysanozoon nigropapillosum (Hyman, 1959)

Au cours de ses travaux de recherche sur les vers, Libbie Henrietta Hyman a nommé et décrit de nombreux ordres, genres, espèces et sous-espèces.
Selon World Register of Marine Species (11 septembre 2018) :
Ordres
- Mermithida Hyman, 1951
- Lecanicephalidea Hyman, 1951

Genres
- Afronta Hyman, 1944
- Anandroplana Hyman, 1955
- Aquaplana Hyman, 1953
- Asolenia Hyman, 1959
- Callioplanidae Hyman, 1953
- Coronadena Hyman, 1940
- Crassandros Hyman, 1955
- Crassiplana Hyman, 1955
- Digynopora Hyman, 1940
- Diplandros Hyman, 1953
- Diporodemus Hyman, 1938
- Ectocotyla Hyman, 1944
- Kenkia Hyman, 1937
- Kenkiidae Hyman, 1937
- Longiprostatum Hyman, 1953
- Mesostominae Hyman, 1955
- Mexistylochus Hyman, 1953
- Nesion Hyman, 1956
- Nymphozoon Hyman, 1959
- Paraplehnia Hyman, 1953
- Parviplana Hyman, 1953
- Planctoplanella Hyman, 1940
- Macginitiella Hyman, 1953
- Marcusia Hyman, 1953
- Monosolenia Hyman, 1953
- Probursa Hyman, 1944
- Sphalloplana Hyman, 1937
- Spinicirrus Hyman, 1953
- Taenioplana Hyman, 1944

Espèces et sous-espèces
- Acanthozoon albopapillosum Hyman, 1959
- Acerotisa arctica Hyman, 1953
- Acerotisa baiae Hyman, 1940
- Acerotisa californica Hyman, 1953
- Adenoplana platae Hyman, 1955
- Afronta aurantiaca Hyman, 1944
- Allogenus kerguelenense (Hyman, 1958)
- Alloioplana stylifera (Hyman, 1953)
- Amaga buergeri (Hyman, 1955)
- Amaga contamanensis (Hyman, 1955)
- Amphiscolops bermudensis Hyman, 1939
- Anandroplana muscularis Hyman, 1955
- Anandroplana portoricensis Hyman, 1955
- Anoplodium longeductum Hyman, 1960
- Anoplodium ramosum Hyman, 1960
- Aprostatum clippertoni'' (Hyman, 1939)
- Aquaplana pacifica Hyman, 1959
- Armatoplana reishi (Hyman, 1959)
- Asolenia deilogyna Hyman, 1959
- Australopacifica subpallida (Hyman, 1939)
- Bipalium adventitium Hyman, 1943
- Bipalium costaricensis Hyman, 1939
- Boninia antillarum (Hyman, 1955)
- Caenoplana coerulea vaga (Hyman, 1943)
- Cladonema californicum Hyman, 1947
- Crassandros dominicanus Hyman, 1955
- Crassiplana albatrossi Hyman, 1955
- Cryptocelis insularis Hyman, 1953
- Cryptocelis occidentalis Hyman, 1953
- Dendrocoelopsis americana (Hyman, 1939)
- Dendrocoelopsis vaginata Hyman, 1935
- Desmorhynchus angustus Hyman, 1941
- Digynopora americana Hyman, 1940
- Diplandros singularis Hyman, 1953
- Diplehnia caeca (Hyman, 1953)
- Diplehnia caeca oculifera (Hyman, 1953)
- Diporodemus indigenus Hyman, 1943
- Diporodemus plenus Hyman, 1941
- Diporodemus yucatani Hyman, 1938
- Diposthus popeae Hyman, 1959
- Dugesia microbursalis (Hyman, 1931)
- Emprosthopharynx hancocki (Hyman, 1953)
- Enchiridium punctatum Hyman, 1953
- Endeavouria septemlineata (Hyman, 1939)
- Enterogonia orbicularis pigrans Hyman, 1939
- Eulatocestus galapagensis (Hyman, 1953)
- Euplana carolinensis Hyman, 1940
- Euplanaria microbursalis Hyman, 1931
- Euplanaria novangliae Hyman, 1931
- Euplanaria philadelphica Hyman, 1931
- Euplanaria tigrina novangliae Hyman, 1931
- Euplanoida tropicalis (Hyman, 1954)
- Euprosthiostomum exiguum (Hyman, 1959)
- Eurylepta californica Hyman, 1959
- Eurylepta multicelis (Hyman, 1955)
- Eurylepta rugosa (Hyman, 1959)
- Euryleptodes insularis Hyman, 1953
- Fonticola cavernicola (Hyman, 1954)
- Fonticola oregonensis (Hyman, 1963)
- Fonticola subterranea (Hyman, 1937)
- Geocentrophora tropica Hyman, 1941
- Geoplana alterfusca Hyman, 1962
- Geoplana fuhrmanni Hyman, 1962
- Geoplana fusca Hyman, 1962
- Geoplana unicolor Hyman, 1955
- Gigantea bistriata (Hyman, 1962)
- Gigantea chiriquii (Hyman, 1962)
- Gigantea montana (Hyman, 1939)
- Gigantea unicolor (Hyman, 1955)
- Girardia arimana (Hyman, 1957)
- Girardia microbursalis (Hyman, 1931)
- Girardia sanchezi Hyman, 1955
- Girardia titicacana (Hyman, 1939)
- Gnesioceros sargassicola lata Hyman, 1939
- Heterochaerus sargassi (Hyman, 1939)
- Hoploplana californica Hyman, 1953
- Hydra cauliculata Hyman, 1938
- Hydra utahensis Hyman, 1931
- Imogine exiguus Hyman, 1953
- Imogine pulcher Hyman, 1940
- Imogine tripartitus Hyman, 1953
- Kaburakia oceanica (Hyman, 1955)
- Kenkia glandulosa (Hyman, 1956)
- Kenkia rhynchida Hyman, 1937
- Koinostylochus ostreophagus (Hyman, 1955)
- Latocestus brasiliensis Hyman, 1955
- Latocestus mexicana (Hyman, 1953)
- Latoplana levis (Hyman, 1953)
- Leptoplana vesiculata Hyman, 1939
- Leptostylochus novacambrensis Hyman, 1959
- Lobatozoum bilobatum Hyman, 1963
- Longiprostatum rickettsi Hyman, 1953
- Macginitiella delmaris Hyman, 1953
- Maritigrella crozieri (Hyman, 1939)
- Marcusia ernesti Hyman, 1953
- Mesostoma arctica Hyman, 1938
- Mesostoma californicum Hyman, 1957
- Mesostoma columbianum Hyman, 1939
- Mesostoma curvipenis Hyman, 1955
- Mesostoma macropenis Hyman, 1939
- Mesostoma macroprostatum Hyman, 1939
- Mesostoma vernale Hyman, 1955
- Microplana rufocephalata Hyman, 1954
- Monocelis durhami Hyman, 1964
- Monosolenia asymmetrica Hyman, 1953
- Nephtheaplana tropica (Hyman, 1959)
- Nesion arcticum Hyman, 1956
- Notocomplana longiducta (Hyman, 1959)
- Notocomplana longisaccata (Hyman, 1959)
- Notocomplana mexicana (Hyman, 1953)
- Notogynaphallia andina (Hyman, 1962)
- Notogynaphallia quinquestriata (Hyman, 1962)
- Notoplana inquilina Hyman, 1955
- Notoplana insularis Hyman, 1939
- Notoplana micronesiana Hyman, 1959
- Nymphozoon bayeri Hyman, 1959
- Obama catharina Hyman, 1957
- Ommatoplana mexicana Hyman, 1953
- Paraplanocera fritillata Hyman, 1959
- Paraplanocera oceanica (Hyman, 1953)
- Pasipha aphalla (Hyman, 1941)
- Pasipha diminutiva (Hyman, 1955)
- Phaenoplana longipenis (Hyman, 1953)
- Phagocata cavernicola Hyman, 1954
- Phagocata monopharyngea Hyman, 1945
- Phagocata subterranea Hyman, 1937
- Phagocata woodworthi Hyman, 1937
- Plagiostomum album Hyman, 1938
- Planctoplanella atlantica Hyman, 1940
- Planocera pacifica Hyman, 1954
- Planocera tridentata Hyman, 1953
- Polycelis tibetica (Hyman, 1934)
- Praestheceraeus bellostriatus (Hyman, 1953)
- Probursa veneris Hyman, 1944
- Procerodes pacificus Hyman, 1954
- Prostheceraeus floridanus Hyman, 1955
- Prostheceraeus zebra Hyman, 1955
- Prosthiostomum griseum Hyman, 1959
- Prosthiostomum latocelis Hyman, 1953
- Prosthiostomum multicelis Hyman, 1953
- Prosthiostomum parvicelis Hyman, 1939
- Pseudobiceros bajae (Hyman, 1953)
- Pseudobiceros fulvogriseus (Hyman, 1959)
- Pseudoceros albomarginatus Hyman, 1959
- Pseudoceros ater Hyman, 1959
- Pseudoceros caeruleocinctus Hyman, 1959
- Pseudoceros canadensis Hyman, 1953
- Pseudoceros corallophilus Hyman, 1954
- Pseudoceros ferrugineus Hyman, 1959
- Pseudoceros fuscogriseus Hyman, 1959
- Pseudoceros griseus Hyman, 1959
- Pseudoceros habroptilus Hyman, 1959
- Pseudoceros mexicanus Hyman, 1953
- Pseudoceros montereyensis Hyman, 1953
- Pseudoceros texanus Hyman, 1955
- Pseudoceros tristriatus Hyman, 1959
- Pseudogeoplana panamensis (Hyman, 1941)
- Pseudogeoplana ucayalensis (Hyman, 1955)
- Rectocephala exotica Hyman, 1953
- Rhynchodemus americanus Hyman, 1943
- Rhynchodemus angustus (Hyman, 1941)
- Rhynchodemus oahuensis Hyman, 1939
- Sorocelis americana Hyman, 1939
- Sphalloplana alabamensis Hyman, 1945
- Sphalloplana buchanani Hyman, 1937
- Sphalloplana georgiana Hyman, 1954
- Sphalloplana hoffmasteri Hyman, 1954
- Sphalloplana hubrichti (Hyman, 1945)
- Sphalloplana kansensis Hyman, 1945
- Sphalloplana mohri Hyman, 1938
- Sphalloplana pricei Hyman, 1937
- Sphalloplana virginiana Hyman, 1945
- Spinicirrus inequalis Hyman, 1953
- Stylochocestus hewatti (Hyman, 1955)
- Stylochoplana inquilina Hyman, 1950
- Stylochoplana limnoriae (Hyman, 1953)
- Stylochoplana minuta Hyman, 1959
- Stylochoposthia bella (Hyman, 1959)
- Stylochus atentaculatus Hyman, 1953
- Stylochus californicus Hyman, 1953
- Stylochus exiguus Hyman, 1953
- Stylochus franciscanus Hyman, 1953
- Stylochus insolitus Hyman, 1953
- Stylochus pulcher Hyman, 1940
- Stylochus tripartitus Hyman, 1953
- Syndesmis glandulosa Hyman, 1960
- Synsiphonium ernesti (Hyman, 1958)
- Taenioplana teredini Hyman, 1944
- Thalamoplana australis Hyman, 1959
- Thalamoplana insularis Hyman, 1955
- Thysanozoon californicum Hyman, 1953
- Thysanozoon flavotuberculatum Hyman, 1939
- Thysanozoon hawaiiensis Hyman, 1960
- Thysanozoon nigropapillosum (Hyman, 1959)
- Thysanozoon sandiegiense Hyman, 1953
- Tripyloplana tripyla (Hyman, 1953)
- Vallentinia adherens Hyman, 1947